# Stenomacrus pallipes
Stenomacrus pallipes là một loài tò vò trong họ Ichneumonidae.